# Sri-lankische Badmintonmeisterschaft 1963
Die Sri-lankische Badmintonmeisterschaft 1963 war die elfte Austragung der nationalen Titelkämpfe im Badminton in Sri Lanka. Die Meisterschaften fanden unter Teilnahme eines Staraufgebotes aus Indien in Colombo statt, das auch alle fünf Titel gewinnen konnte.

## Sieger und Finalisten
| Disziplin    | Gold                           | Silber                                  |
| ------------ | ------------------------------ | --------------------------------------- |
| Herreneinzel | Vasant Kalambi                 | L. R. Ariyananda                        |
| Dameneinzel  | Sarojini Apte                  | Sunila Apte                             |
| Herrendoppel | Amrit Lal Dewan Vasant Kalambi | Nagalingam Rasalingam Gerry Chandrasena |
| Damendoppel  | Sunila Apte Sarojini Apte      | Harriet Senaratne Gwynette de Zilwa     |
| Mixed        | Vasant Kalambi Sarojini Apte   | Amrit Lal Dewan Sunila Apte             |